# Rio Rupunúni
O rio Rupunúni (Rupununi) é um curso d'água do sul da Guiana cujas nascentes situam-se nos montes Canucu. Sua bacia é constituída sobretudo por savanas, mas há também algumas manchas de floresta tropical. A região apresenta grande diversidade de peixes de água doce e outras espécies já praticamente extintas em outras áreas da América do Sul. O Rupununi é um dos principais tributários do rio Essequibo.
Vivem em sua bacia dezenas de povos indígenas, incluído Uapixanas, Macuxi e Uaiuai.